# Palazzo Pock
Il Palazzo Pock, in tedesco Palais Pock e già Hotel Kaiserkrone, è un edificio nobiliare che sorge in Via della Mostra (Mustergasse) a Bolzano.

## Storia
Il palazzo venne eretto nel 1759 in stile rococò come residenza del ricco mercante Franz Anton Pock il quale vi fece allestire anche un teatro di 200 posti.
Importanti personaggi vennero ospitati nella residenza, come ricordano le relative targhe commemorative poste sulla facciata di fianco il portale principale: nel 1765 fu la volta del futuro imperatore Giuseppe II d'Asburgo-Lorena, nel 1782 di Papa Pio VI in viaggio per Vienna per dissuadere l'imperatore dal suo Giuseppinismo. Poi nel 1820 fu ospite l'imperatore Francesco II d'Asburgo-Lorena e nel 1905 Francesco Giuseppe I d'Austria
Nel 1805 il teatro del palazzo venne aperto al pubblico e inaugurato. Fu il primo teatro cittadino, e polo della cultura tedesca, dove le opere italiane venivano rappresentate in lingua tedesca. Rimasto in funzione fino al 1906, quando fu dichiarato obsoleto.
Nel 1890 Palazzo Pock divenne sede del prestigioso albergo Kaiserkrone e infine venne acquistato dalla Riunione Adriatica di Sicurtà (RAS) nel 1928. Ancora oggi, al pianterreno, accoglie il celebre ristorante Zur Kaiserkron.